# Yumbo (revista)
Yumbo va ser una revista infantil, majoritàriament de còmic, publicada entre el 1934 i el 1960 per les editorials barcelonines Hispano Americana de Ediciones i Ediciones Cliper amb quatre èpoques diferenciades:

## Primera època: 1934-1938
Del 15 de novembre de 1934, Hispano Americana de Ediciones va llançar el primer número de "Yumbo", que arribaria a aconseguir arribar als 190 números en aquesta la seva primera època.
Al principi, era una simple reedició del material anglès publicat en la revista italiana "Jumbo" de l'editorial SAEV, però a partir del seu número 15 va començar a incloure també còmics estatunidencs com a Radio Patrol de Charlie Schmidt, Tim Tyler's Luck de Lyman Young, King, Red Barry, Shirley, etc. Yumbo es va convertir així en el còmic que va començar a imposar el material americà a Espanya, sent seguida a l'any següent per "Mickey" d'Editorial Molino, "Cine Aventuras" d'Editorial Marco i altres dues revistes d'Hispà Americana: "Aventurero" i "La revista de Tim Tyler" (aquesta última, ja el 1936).

## Segona època: 1943-1945
Després del parèntesi de la Guerra Civil i el 1943, Hispano Americana va tornar a llançar una col·lecció d'onze quaderns de còmics amb el mateix títol i un format apaïsat de 15 x 21 cm.

## Tercera època: 1953-1958
Edicions Cliper va comprar els drets d'Hispano Americana, editant 339 números de 26 x 18 cm., sota la direcció de Fernando Barangó-Solís:

## Quarta època: 1958-1960
Hispano Americana va recuperar la revista on l'havia deixat Cliper, mantenint el mateix format i continuant la seva numeració, produint així 87 exemplars, que anaven del 340 al 426.